# Karsten Drath

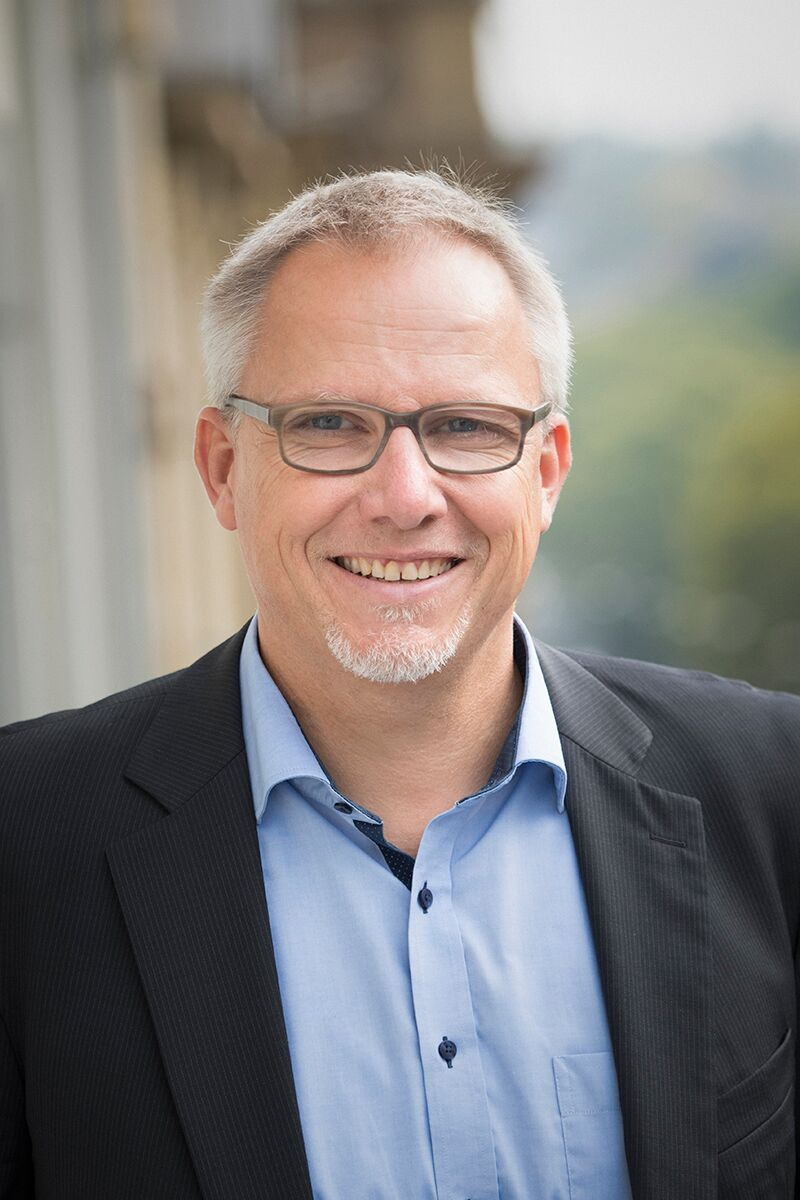
Karsten Drath

Karsten Drath (* 25. Dezember 1969 in Koblenz) ist ein deutscher Sachbuchautor mit den Schwerpunkten Führungskräfteentwicklung und psychische Widerstandsfähigkeit (Resilienz).

## Leben
Drath studierte von 1992 bis 1997 an der Fachhochschule Trier Versorgungstechnik und ist Diplom-Ingenieur. Er war als Manager in leitenden Positionen bei Unternehmen wie Accenture, Bombardier und Dell tätig. Heute arbeitet er als Autor, Podcast-Moderator, Executive Coach und internationaler Hauptredner. Darüber hinaus ist er einer der geschäftsführenden Gesellschafter von Leadership Choices, einem Beratungsunternehmen, das sich auf die Führungskräfteentwicklung für internationalen Kunden konzentriert.
Drath unterrichtet an der WHU-Otto Beisheim School of Management.

## Weltumrundung
2017 startete der Managerberater seine erste Radtour über die Alpen um Spenden für eine gemeinnützige Stiftung zu sammeln. Im Jahr darauf folgte eine Tour von Heidelberg nach Montpellier. Sein Ziel ist mit dem Rad um die Welt und dabei Spenden für seine 2022 gegründete Stiftung Cosmikk-Foundation einzusammeln. Hierfür unternimmt er jedes Jahr etappenweise längere Touren.

## Privates
Draht ist verheiratet und hat Kinder.

## Publikationen
- Resilienz für die VUCA-Welt: Individuelle und organisationale Resilienz entwickeln. ISBN 978-3-658-21043-4.
- Resilienz in der Unternehmensführung- was Manager und ihre Teams stark macht. (= Management Coaching - Beispiele aus der Praxis, Band 1), Fichtner/Müller 2015, ISBN 978-3-7375-3864-0
- Coaching-Techniken. Haufe Verlag, Planegg/München 2014, ISBN 978-3-648-05745-2.
- Coaching und seine Wurzeln. Erfolgreiche Interventionen und ihre Ursprünge. Haufe Verlag, Planegg/München 2012, ISBN 978-3-648-03108-7.
- Erfolgreiche Führungskräfte sind authentisch und resilient. Business+Innovation, Gabler, Wiesbaden 2012.
- Überleben in SAP-Projekten: Erfolgscoaching für Projektleiter. Haufe Verlag, Planegg/München 2010, ISBN 978-3-648-00308-4.
- Die resiliente Organisation – inkl. Arbeitshilfen online: Wie sich das Immunsystem von Unternehmen stärken lässt. Haufe Verlag, Planegg/München 2018, ISBN 3-648-11064-0
- Die Kunst der Selbstführung: Was Führungskräfte über Resilienz wissen sollten. Haufe Verlag, Planegg/München 2019, ISBN 3-648-12535-4
- Neuroleadership: Was Führungskräfte aus der Hirnforschung lernen können. Haufe Verlag, Planegg/München 2015, ISBN 978-3-648-07135-9